# Přibyslav (Havlíčkův Brod-i járás)
Přibyslav település Csehországban, a Havlíčkův Brod-i járásban. Přibyslav Brzkov, Žižkovo Pole, Šlapanov, Stříbrné Hory, Olešenka, Modlíkov, Dlouhá Ves, Velká Losenice, Malá Losenice és Nové Dvory településekkel határos. Lakosainak száma 4041 fő (2024. január 1.).

## Népesség
A település lakosságának változását az alábbi diagram mutatja:
| Lakosok száma | 3857 | 4009 | 3859 | 3933 | 4049 | 3982 | 4022 | 4012 | 3957 | 4041 |
|               | 1869 | 1890 | 1921 | 1950 | 1980 | 2001 | 2017 | 2019 | 2022 | 2024 |